# Håkan Hallgren
Håkan Lorentz Henrik Hallgren, född 8 augusti 1927 i Gävle Heliga Trefaldighets församling i Gävleborgs län, död 19 februari 2003 i Viksjö församling i Stockholms län, var en svensk militär.

## Biografi
Hallgren avlade studentexamen vid Gävle högre allmänna läroverk 1947. Han avlade officersexamen vid Kungliga Krigsskolan 1950 och utnämndes samma år till fänrik. Han befordrades 1960 till kapten vid Norrlands artilleriregemente, studerade 1961–1962 vid United States Army Command and General Staff College och inträdde 1962 i Generalstabskåren. År 1967 befordrades han till major och 1967–1969 var han lärare vid Militärhögskolan.
Han var 1968–1973 chef för Taktikavdelningen vid Arméstaben och befordrades 1969 till överstelöjtnant. Som avdelningschef ledde han ”ett banbrytande studiearbete med syfte att skapa en ny brigadorganisation. För Håkan Hallgren var det allra viktigaste att få en allsidigt sammansatt brigad. Han lyckades samordna de olika truppslagens intressen och det var hans förtjänst att det avgavs ett tydligt förslag, som kom att ligga till grund för Brigad 77.” Åren 1973–1976 tjänstgjorde han vid Upplands signalregemente (1974 namnändrat till Upplands regemente): som bataljonschef 1973–1975 och efter att han 1975 befordrats till överste som utbildningschef tillika ställföreträdande regementschef 1975–1976.
Hallgren var 1976–1980 chef för Göta signalregemente. Han befordrades 1980 till överste av första graden och var 1980–1983 arméinspektör vid staben i Västra militärområdet, varpå han 1983–1987 var artilleri- och arméflyginspektör vid Arméstaben. Åren 1988–1994 var han regionkonsult för Byggnads- och Reparationsberedskapen i militärområden och civilområden i Mellansverige, från 1991 i Mellersta militärområdet och Mellersta civilområdet.
Hallgren är gravsatt i minneslunden på Görvälns griftegård.